# Glans kalkbarrskogar
Glans kalkbarrskogar är ett naturreservat i Norrköpings kommun i Östergötlands län.
Området är naturskyddat sedan 2012 och är 28 hektar stort. Reservatet ligger nordväst om Glan och omfattar fyra delområden där några ligger vid stranden . Reservatets skog består av äldre kalkbarrskog. Här finns även kalkbrott.